# Bullit madrileny

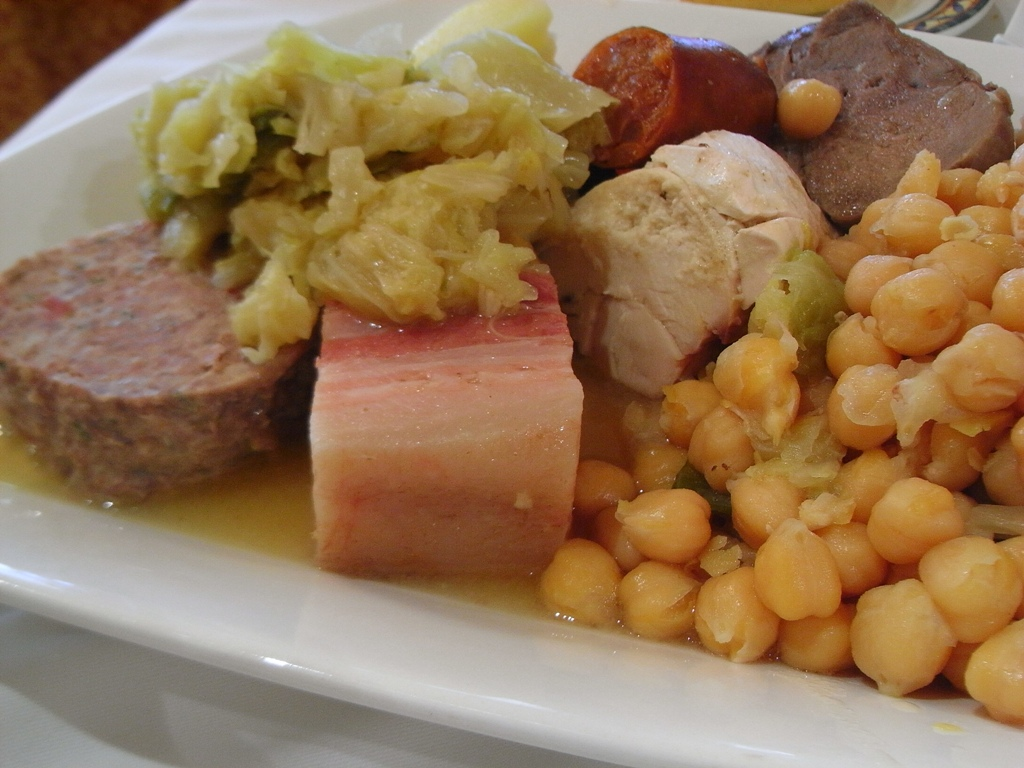
Detall dels ingredients d'un bullit madrileny servit.

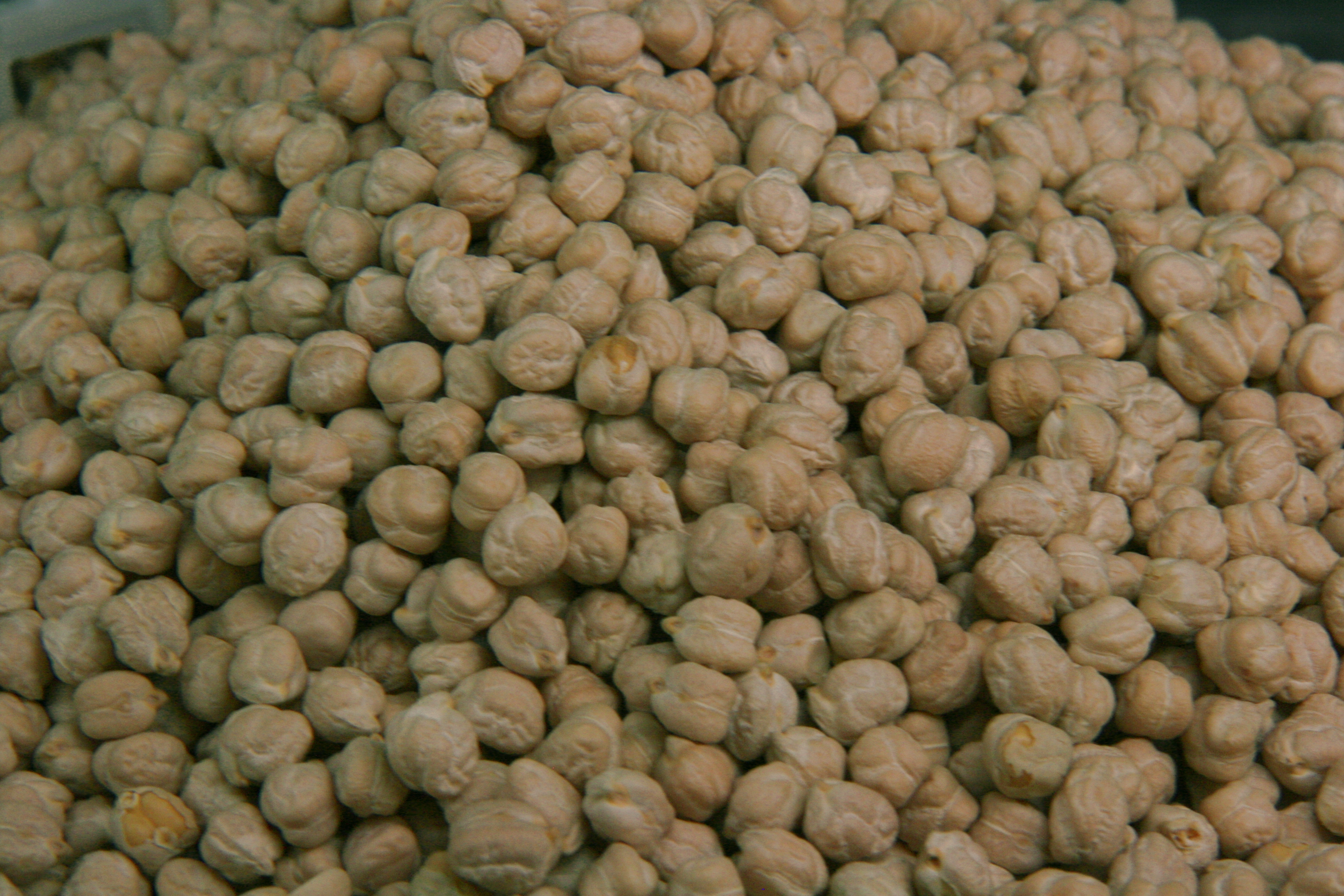
El cigró és considerat com l'ingredient protagonista del bullit madrileny. (En la imatge una varietat del municipi zamorà de Fuentesaúco).

El bullit madrileny (en castellà: cocido madrileño) és el plat més representatiu de la gastronomia madrilenya. Consisteix en un bullit l'ingredient principal del qual són els cigrons i els secundaris, encara que amb gran protagonisme, diverses verdures, carns i cansalada de porc amb algun embotits. El seu origen és humil i era consumit inicialment per classes més baixes, arribant a poc a poc a l'alta societat a causa de la seva inclusió en els menús dels restaurants.